# Бар, Даниэль
Даниэль Бар (нем. Daniel Bahr; род. 27 декабря 1976) — немецкий политик (Свободная демократическая партия). Министр здравоохранения Германии с 12 мая 2011 по 17 декабря 2013.

## Образование
После аттестата зрелости в 1996 в гимназии Иммануила Канта в Мюнстере, Бар с 1996 по 1998 учился на банкира при Dresdner Bank в Шверине и Гамбурге. С 1998 по 1999 он изучал политическую экономию в Вестфальском университете Вильгельма в Мюнстере, получив степень бакалавра наук в области экономики.

## Трудовая и политическая деятельность
Он — эксперт СвДП по политике здоровья и был председателем молодёжной организации, Молодые либералы, с 1999 до 2004.
Бар присоединился к Молодым либералам в возрасте 14 лет в 1990 году. Два года спустя он стал членом их партии СвДП. С 1994 по 1996 он был председателем либералов в районе Мюнстера и впоследствии стал членом её федерального исполнительного совета. В 1999 году он был избран председателем Молодых либералов.
С 1998 года Бар был членом федерального исполнительного совета СвДП. В настоящее время является председателем СвДП в районе Мюнстера. С 2009 года он был парламентским государственным секретарём федерального министра здравоохранения, с 12 мая 2011 года по 17 декабря 2013 года он являлся федеральным министром здравоохранения.

## Семья
Отец был доцентом в полицейском институте Мюнстера.
Брат Томас (на 10 лет старше), медик и коммерческий директор медицинского центра Верхнем Пфальце (UGOM) в Амберге.
Бар — католик. С 2008 года женат на Джуди Виттен.